# El Defensor de Granada (1983-1984)
El Defensor de Granada fue un diario español editado en Granada entre 1983 y 1984.

## Historia
Fundado en junio de 1983, tomaba el nombre de una antigua publicación homónima que se había editado a comienzos del siglo xx. Estaba dirigido por el periodista Juan José Porto, procedente del antiguo diario franquista Patria. Nació en un contexto en que el diario Ideal, editado por Edica, dominaba el ámbito periodístico de Granada. A pesar de su novedad, El Defensor de Granada nunca gozó de una gran calidad, ni fue muy exitoso. Además del Ideal, también tuvo la competencia de otros periódicos que existieron en esta época como el Diario de Granada.
Tras una corta existencia, acabó desapareciendo en 1984.